# Estación de Durrës
La estación de Durrës (en albanés: Stacioni hekurudhor i Durrësit) es la estación ferroviaria principal en el Condado de Durrës, el segundo más importante de Albania (tras el condado de Tirana).
Es la estación inicial de la línea de tren hasta Tirana. A lo largo de su historia ha ofertado conexiones ferroviarias a Tirana y Vlorë, así como a muchos pueblos y barrios intermedios en condiciones de cercanías.

## Historia
La estación de Durrës fue construida entre 1940 y 1949.
Se comenzó a utilizar en 1948, antes de ser terminada al inaugurarse la línea entre Durrës y Peqin, la primera línea férrea de Albania. Su inauguración oficial fue el 23 de febrero de 1949, con la inauguración de la estación de Tirana y la línea entre Durrës y Tirana.
En 2014 se remodeló la fachada y se modernizaron algunos servicios.

## Servicios ferroviarios
Los servicios más comunes de la estación son las líneas:
- Durrës-Tirana
- Durrës-Vlorë
- Durrës-Peqin

### Larga Distancia
El tráfico de Larga Distancia en Albania es inexistete, debido a que las ciudades principales estás relativamente cerca y no existen líneas ferroviarias que se conecten internacionalmente.

### Media Distancia
El tráfico de Media Distancia con parada en la estación tiene como principales destinos Tirana (temporalmente clausurada y cambiada a Kashar),  Vlorë y Peqin, la primera es un trayecto directo y las dos segundas funcionan como servicio de cercanías.